# Koski
Koski este o comună din Finlanda.